# Нікола Поплашен
Нікола Поплашен (серб. Никола Поплашен; нар. 1951, Сомбор, Воєводина) — боснійський політик та науковець. Президент Республіки Сербської з 4 листопада 1998 по 6 березня 1999 року. Був першим головою Сербської радикальної партії.

## Біографія
Був обраний президентом Республіки Сербської 13 вересня 1998 року, вступив на посаду 4 листопада і перебував на цій посаді до 6 березня 1999 року, коли був знятий рішенням Верховного представника з Боснії і Герцеговини Карлосом Вестендорпом, що дозволило призначити Мілорада Додіка на посаду голови Уряду Республіки Сербської.
Працює професором юридичного факультету в Університеті Баня-Луки. Є членом Сенату Республіки Сербської.